# کوکوم فیلد
کوکوم فیلد (انگلیسی: Kukum Field) یک فرودگاه هوایی سابق جنگ جهانی دوم در گوادال‌کانال، جزایر سلیمان است.